# Liga Sudamericana de Clubes 1996
La Liga Sudamericana de Clubes de 1996 fue la primera edición del primer torneo más importante de básquet en Sudamérica en esos años, dejando -con su aparición- como segunda competición al Campeonato Sudamericano de Clubes Campeones. Participaron dieciséis equipos provenientes de diez países.
El campeón de esta edición fue Club Sportivo Independiente de General Pico, La Pampa, Argentina, que venció en la final al SC Corinthians en dos de los tres juegos disputados y obtuvo su primer título en la competencia y a nivel sudamericano.

## Participantes
| País              | Equipo                                                 |
| ----------------- | ------------------------------------------------------ |
| Argentina 2 cupos | Independiente de General Pico Olimpia de Venado Tuerto |
| Bolivia 1 cupo    | Ingavi                                                 |
| Brasil 3 cupos    | Dharma Yara Franca Rio Claro SC Corinthians            |
| Chile 2 cupos     | Universidad de Concepción Universidad de Temuco        |
| Colombia 1 cupo   | Caimanes de Barranquilla                               |
| Ecuador 1 cupo    | Filanbanco                                             |
| Paraguay 1 cupo   | Sol de América                                         |
| Perú 1 cupo       | Regatas Lima                                           |
| Uruguay 2 cupos   | Aguada Hebraica y Macabi                               |
| Venezuela 2 cupo  | Cocodrilos de Caracas Panteras de Miranda              |

## Modo de disputa
Fase de grupos
Los dieciséis participantes se dividieron en cuatro grupos de cuatro equipos cada uno, donde disputaron partidos todos contra todos dentro de su grupo. En cada grupo se enfrentaron los equipos a partido y revancha. Los dos mejores de cada grupo avanzaron a la siguiente fase, la de play-offs.
Play offs
Los ocho clasificados se emparejaron y se enfrentaron a partidos al mejor de tres encuentros. Los ganadores de los duelos avanzaron a las semifinales, al mejor de tres encuentros y los ganadores avanzaron a la final, fase nuevamente al mejor de tres juegos.
El ganador del torneo accedió a la Copa Intercontinental de Clubes FIBA de 1996.

## Fase de grupos

### Grupo A
| Pos. | Equipo             | Pts | PJ | PG | PP | PF  | PC  | Dif  |
| ---- | ------------------ | --- | -- | -- | -- | --- | --- | ---- |
| 1.   | Dharma Yara Franca | 11  | 6  | 5  | 1  | 667 | 558 | +109 |
| 2.   | Independiente (GP) | 10  | 6  | 4  | 2  | 664 | 562 | +102 |
| 3.   | Regatas Lima       | 8   | 6  | 2  | 4  | 520 | 543 | –23  |
| 4.   | Ingavi             | 7   | 6  | 1  | 5  | 551 | 709 | –158 |

|  | Clasificado a la siguiente fase del torneo. |

| 6 de febrero | Independiente (GP) | 123–119 | Dharma Franca | General Pico                    |
|              |                    |         |               |                                 |
|              |                    |         |               | Pabellón: Gigante de la Avenida |

| 13 de febrero | Dharma Franca | 134–83 | Ingavi | Franca             |
|               |               |        |        |                    |
|               |               |        |        | Pabellón: Pedrocão |

| 14 de febrero | Independiente (GP) | 94–75 | Regatas Lima | General Pico                    |
|               |                    |       |              |                                 |
|               |                    |       |              | Pabellón: Gigante de la Avenida |

| 20 de febrero | Regatas Lima | 98–78 | Ingavi | Lima |  |
|               |              |       |        |      |  |
|               |              |       |        |      |  |

| 28 de febrero | Ingavi | 96–114 | Independiente (GP) |  |  |
|               |        |        |                    |  |  |
|               |        |        |                    |  |  |

| 29 de febrero | Dharma Franca | 112–93 | Regatas Lima | Franca             |
|               |               |        |              |                    |
|               |               |        |              | Pabellón: Pedrocão |

| 5 de marzo | Ingavi | 117–120 | Dharma Franca |  |  |
|            |        |         |               |  |  |
|            |        |         |               |  |  |

| 7 de marzo | Regatas Lima | 88–84 | Independiente (GP) | Lima |  |
|            |              |       |                    |      |  |
|            |              |       |                    |      |  |

| 12 de marzo | Dharma Franca | 100–95 | Independiente (GP) |  |  |
|             |               |        |                    |  |  |
|             |               |        |                    |  |  |

| 14 de marzo | Ingavi | 93–89 | Regatas Lima |  |  |
|             |        |       |              |  |  |
|             |        |       |              |  |  |

| 21 de marzo | Regatas Lima | 77–82 | Dharma Franca | Lima |  |
|             |              |       |               |      |  |
|             |              |       |               |      |  |

| 21 de marzo | Independiente (GP) | 154–84 | Ingavi | General Pico                    |
|             |                    |        |        |                                 |
|             |                    |        |        | Pabellón: Gigante de la Avenida |

### Grupo B
| Pos. | Equipo                   | Pts | PJ | PG | PP | PF  | PC  | Dif |
| ---- | ------------------------ | --- | -- | -- | -- | --- | --- | --- |
| 1.   | Rio Claro                | 12  | 6  | 6  | 0  | 569 | 479 | 90  |
| 2.   | Caimanes de Barranquilla | 10  | 6  | 4  | 2  | 567 | 549 | 18  |
| 3.   | Sol de América           | 7   | 6  | 1  | 5  | 544 | 589 | –45 |
| 4.   | Aguada                   | 7   | 6  | 1  | 5  | 521 | 584 | –63 |

|  | Clasificado a la siguiente fase del torneo. |

| 13 de febrero | Caimanes de Barranquilla | 98–94 | Aguada | Barranquilla                    |
|               |                          |       |        |                                 |
|               |                          |       |        | Pabellón: Coliseo Elías Chegwin |

| 15 de febrero | Rio Claro | 118–85 | Sol de América |  |  |
|               |           |        |                |  |  |
|               |           |        |                |  |  |

| 22 de febrero | Aguada | 97–79 | Sol de América | Montevideo |  |
|               |        |       |                |            |  |
|               |        |       |                |            |  |

| 24 de febrero | Rio Claro | 94–79 | Caimanes de Barranquilla |  |  |
|               |           |       |                          |  |  |
|               |           |       |                          |  |  |

| 27 de febrero | Rio Claro | 80–79 | Aguada |  |  |
|               |           |       |        |  |  |
|               |           |       |        |  |  |

| 29 de febrero | Sol de América | 96–102 | Caimanes de Barranquilla | Asunción |  |
|               |                |        |                          |          |  |
|               |                |        |                          |          |  |

| 6 de marzo | Sol de América | 72–85 | Rio Claro | Asunción |  |
|            |                |       |           |          |  |
|            |                |       |           |          |  |

| 7 de marzo | Aguada | 84–104 | Caimanes de Barranquilla | Montevideo |  |
|            |        |        |                          |            |  |
|            |        |        |                          |            |  |

| 12 de marzo | Caimanes de Barranquilla | 87–92 | Rio Claro | Barranquilla                    |
|             |                          |       |           |                                 |
|             |                          |       |           | Pabellón: Coliseo Elías Chegwin |

| 12 de marzo | Sol de América | 123–90 | Aguada |  |  |
|             |                |        |        |  |  |
|             |                |        |        |  |  |

| 19 de marzo | Aguada | 77–100 | Rio Claro | Montevideo |  |
|             |        |        |           |            |  |
|             |        |        |           |            |  |

| 19 de marzo | Caimanes de Barranquilla | 97–89 | Sol de América | Barranquilla                    |
|             |                          |       |                |                                 |
|             |                          |       |                | Pabellón: Coliseo Elías Chegwin |

### Grupo C
| Pos. | Equipo              | Pts | PJ | PG | PP | PF  | PC  | Dif  |
| ---- | ------------------- | --- | -- | -- | -- | --- | --- | ---- |
| 1.   | SC Corinthians      | 12  | 6  | 6  | 0  | 643 | 528 | 115  |
| 2.   | Panteras de Miranda | 9   | 6  | 3  | 3  | 623 | 614 | 9    |
| 3.   | Filanbanco          | 8   | 6  | 2  | 4  | 557 | 659 | –102 |
| 4.   | U. de Concepción    | 7   | 6  | 1  | 5  | 622 | 644 | –22  |

|  | Clasificado a la siguiente fase del torneo. |

| 13 de febrero | Panteras de Miranda | 104–94 | U. de Concepción | Caracas                                       |
|               |                     |        |                  |                                               |
|               |                     |        |                  | Pabellón: Gimnasio José Joaquín Papá Carrillo |

| 13 de febrero | Filanbanco | 81–99 | SC Corinthians |  |  |
|               |            |       |                |  |  |
|               |            |       |                |  |  |

| 27 de febrero | Panteras de Miranda | 92–106 | SC Corinthians | Caracas                                       |
|               |                     |        |                |                                               |
|               |                     |        |                | Pabellón: Gimnasio José Joaquín Papá Carrillo |

| 27 de febrero | U. de Concepción | 107–109 | Filanbanco |  |  |
|               |                  |         |            |  |  |
|               |                  |         |            |  |  |

| 5 de marzo | U. de Concepción | 124–103 | Panteras de Miranda |  |  |
|            |                  |         |                     |  |  |
|            |                  |         |                     |  |  |

| 5 de marzo | SC Corinthians | 109–78 | Filanbanco | São Paulo |  |
|            |                |        |            |           |  |
|            |                |        |            |           |  |

| 12 de marzo | U. de Concepción | 98–103 | SC Corinthians |  |  |
|             |                  |        |                |  |  |
|             |                  |        |                |  |  |

| 12 de marzo | Panteras de Miranda | 127–86 | Filanbanco | Caracas                                       |
|             |                     |        |            |                                               |
|             |                     |        |            | Pabellón: Gimnasio José Joaquín Papá Carrillo |

| 19 de marzo | SC Corinthians | 98–71 | Panteras de Miranda | São Paulo |  |
|             |                |       |                     |           |  |
|             |                |       |                     |           |  |

| 19 de marzo | Filanbanco | 97–91 | U. de Concepción |  |  |
|             |            |       |                  |  |  |
|             |            |       |                  |  |  |

| 22 de marzo | Filanbanco | 106–126 | Panteras de Miranda |  |  |
|             |            |         |                     |  |  |
|             |            |         |                     |  |  |

| 24 de marzo | SC Corinthians | 128–108 | U. de Concepción | São Paulo |  |
|             |                |         |                  |           |  |
|             |                |         |                  |           |  |

### Grupo D
| Pos. | Equipo                | Pts | PJ | PG | PP | PF  | PC  | Dif |
| ---- | --------------------- | --- | -- | -- | -- | --- | --- | --- |
| 1.   | Olimpia (VT)          | 11  | 6  | 5  | 1  | 618 | 551 | 67  |
| 2.   | Hebraica              | 10  | 6  | 4  | 2  | 604 | 563 | 41  |
| 3.   | Cocodrilos de Caracas | 9   | 6  | 3  | 3  | 579 | 625 | –46 |
| 4.   | U. de Temuco          | 6   | 6  | 0  | 6  | 553 | 615 | –62 |

|  | Clasificado a la siguiente fase del torneo. |

| 13 de febrero | U. de Temuco | 99–104 | Cocodrilos de Caracas | Temuco |  |
|               |              |        |                       |        |  |
|               |              |        |                       |        |  |

| 15 de febrero | Hebraica y Macabi | 98–94 | Olimpia (VT) | Montevideo |  |
|               |                   |       |              |            |  |
|               |                   |       |              |            |  |

| 20 de febrero | U. de Temuco | 91–93 | Hebraica y Macabi | Temuco |  |
|               |              |       |                   |        |  |
|               |              |       |                   |        |  |

| 21 de febrero | Cocodrilos de Caracas | 97–107 | Olimpia (VT) | Caracas |  |
|               |                       |        |              |         |  |
|               |                       |        |              |         |  |

| 28 de febrero | Hebraica y Macabi | 107–81 | Cocodrilos de Caracas | Montevideo |  |
|               |                   |        |                       |            |  |
|               |                   |        |                       |            |  |

| 28 de febrero | Olimpia (VT) | 107–98 | U. de Temuco | Venado Tuerto             |
|               |              |        |              |                           |
|               |              |        |              | Pabellón: Estadio Olimpia |

| 6 de marzo | Olimpia (VT) | 84–83 | Hebraica y Macabi | Venado Tuerto             |
|            |              |       |                   |                           |
|            |              |       |                   | Pabellón: Estadio Olimpia |

| 6 de febrero | Cocodrilos de Caracas | 91–83 | U. de Temuco | Caracas |  |
|              |                       |       |              |         |  |
|              |                       |       |              |         |  |

| 13 de marzo | Hebraica y Macabi | 113–100 | U. de Temuco | Montevideo |  |
|             |                   |         |              |            |  |
|             |                   |         |              |            |  |

| 14 de marzo | Olimpia (VT) | 119–93 | Cocodrilos de Caracas | Venado Tuerto             |
|             |              |        |                       |                           |
|             |              |        |                       | Pabellón: Estadio Olimpia |

| 19 de marzo | U. de Temuco | 82–107 | Olimpia (VT) | Temuco |  |
|             |              |        |              |        |  |
|             |              |        |              |        |  |

| 20 de marzo | Cocodrilos de Caracas | 113–110 | Hebraica y Macabi | Caracas |  |
|             |                       |         |                   |         |  |
|             |                       |         |                   |         |  |

## Play offs
|  | Cuartos de final          | Cuartos de final          | Cuartos de final          | Cuartos de final          |     |                | Semifinales      | Semifinales      | Semifinales      | Semifinales      |  |                | Final                       | Final                       | Final                       | Final                       |  |
|  | 26 de marzo al 4 de abril | 26 de marzo al 4 de abril | 26 de marzo al 4 de abril | 26 de marzo al 4 de abril |     |                | 9 al 18 de abril | 9 al 18 de abril | 9 al 18 de abril | 9 al 18 de abril |  |                | 23 y 30 de abril, 1 de mayo | 23 y 30 de abril, 1 de mayo | 23 y 30 de abril, 1 de mayo | 23 y 30 de abril, 1 de mayo |  |
|  |                           |                           |                           |                           |     |                |                  |                  |                  |                  |  |                |                             |                             |                             |                             |  |
|  |                           |                           |                           |                           |     |                |                  |                  |                  |                  |  |                |                             |                             |                             |                             |  |
|  | Dharma Franca             | 109                       | 119                       | 107                       |     |                |                  |                  |                  |                  |  |                |                             |                             |                             |                             |  |
|  | Dharma Franca             | 109                       | 119                       | 107                       |     |                |                  |                  |                  |                  |  |                |                             |                             |                             |                             |  |
|  | Panteras de Miranda       | 102                       | 134                       | 95                        |     |                |                  |                  |                  |                  |  |                |                             |                             |                             |                             |  |
|  | Panteras de Miranda       | 102                       | 134                       | 95                        |     | Dharma Franca  | 111              | 106              | —                |                  |  |                |                             |                             |                             |                             |  |
|  |                           |                           |                           |                           |     | Dharma Franca  | 111              | 106              | —                |                  |  |                |                             |                             |                             |                             |  |
|  |                           |                           | Olimpia (VT)              | 117                       | 120 | —              |                  |                  |                  |                  |  |                |                             |                             |                             |                             |  |
|  | Olimpia (VT)              | 108                       | Olimpia (VT)              | 117                       | 120 | —              | 139              | —                |                  |                  |  |                |                             |                             |                             |                             |  |
|  | Olimpia (VT)              | 108                       |                           |                           |     |                |                  |                  |                  |                  |  |                |                             |                             |                             |                             |  |
|  | Caimanes                  | 106                       | 112                       | —                         |     |                |                  |                  |                  |                  |  |                |                             |                             |                             |                             |  |
|  | Caimanes                  | 106                       | 112                       | —                         |     |                |                  |                  |                  |                  |  | SC Corinthians | 97                          | 100                         | —                           |                             |  |
|  |                           |                           |                           |                           |     |                |                  |                  |                  |                  |  | SC Corinthians | 97                          | 100                         | —                           |                             |  |
|  |                           |                           | Olimpia (VT)              | 112                       | 101 | —              |                  |                  |                  |                  |  |                |                             |                             |                             |                             |  |
|  | SC Corinthians            | 97                        | Olimpia (VT)              | 112                       | 101 | —              | 109              | —                |                  |                  |  |                |                             |                             |                             |                             |  |
|  | SC Corinthians            | 97                        |                           |                           |     |                |                  |                  |                  |                  |  |                |                             |                             |                             |                             |  |
|  | Independiente (GP)        | 86                        | 88                        | —                         |     |                |                  |                  |                  |                  |  |                |                             |                             |                             |                             |  |
|  | Independiente (GP)        | 86                        | 88                        | —                         |     | SC Corinthians | 104              | 106              | —                |                  |  |                |                             |                             |                             |                             |  |
|  |                           |                           |                           |                           |     | SC Corinthians | 104              | 106              | —                |                  |  |                |                             |                             |                             |                             |  |
|  |                           |                           | Rio Claro                 | 94                        | 73  | —              |                  |                  |                  |                  |  |                |                             |                             |                             |                             |  |
|  | Rio Claro                 | 102                       | Rio Claro                 | 94                        | 73  | —              | 90               | 102              |                  |                  |  |                |                             |                             |                             |                             |  |
|  | Rio Claro                 | 102                       |                           |                           |     |                |                  |                  |                  |                  |  |                |                             |                             |                             |                             |  |
|  | Hebraica y Macabi         | 99                        | 95                        | 87                        |     |                |                  |                  |                  |                  |  |                |                             |                             |                             |                             |  |
|  | Hebraica y Macabi         | 99                        | 95                        | 87                        |     |                |                  |                  |                  |                  |  |                |                             |                             |                             |                             |  |
|  |                           |                           |                           |                           |     |                |                  |                  |                  |                  |  |                |                             |                             |                             |                             |  |

Nota: el equipo ubicado en la primera linea tuvo ventaja de localía en los enfrentamientos.

### Cuartos de final
Dharma Franca - Panteras de Miranda
| 28 de marzo  | Panteras de Miranda | 102–109 | Dharma Franca | Caracas                                       |  |  |
|              |                     |         |               |                                               |  |  |
|              |                     |         |               | Pabellón: Gimnasio José Joaquín Papá Carrillo |  |  |
| Serie: 0 - 1 |                     |         |               |                                               |  |  |
|              |                     |         |               |                                               |  |  |

| 3 de abril   | Dharma Franca | 119–134 | Panteras de Miranda | Franca             |  |  |
|              |               |         |                     |                    |  |  |
|              |               |         |                     | Pabellón: Pedrocão |  |  |
| Serie: 1 - 1 |               |         |                     |                    |  |  |
|              |               |         |                     |                    |  |  |

| 4 de abril   | Dharma Franca | 107–95 | Panteras de Miranda | Franca             |  |  |
|              |               |        |                     |                    |  |  |
|              |               |        |                     | Pabellón: Pedrocão |  |  |
| Serie: 2 - 1 |               |        |                     |                    |  |  |
|              |               |        |                     |                    |  |  |

Olimpia (VT) - Caimanes de Barranquilla
| 27 de marzo  | Caimanes de Barranquilla | 106–108 | Olimpia (VT) | Barranquilla                    |  |  |
|              |                          |         |              |                                 |  |  |
|              |                          |         |              | Pabellón: Coliseo Elías Chegwin |  |  |
| Serie: 0 - 1 |                          |         |              |                                 |  |  |
|              |                          |         |              |                                 |  |  |

| 3 de abril   | Olimpia (VT) | 139–112 | Caimanes de Barranquilla | Venado Tuerto             |  |  |
|              |              |         |                          |                           |  |  |
|              |              |         |                          | Pabellón: Estadio Olimpia |  |  |
| Serie: 2 - 0 |              |         |                          |                           |  |  |
|              |              |         |                          |                           |  |  |

SC Corinthians - Independiente (GP)
| 26 de marzo  | Independiente (GP) | 86–97 | SC Corinthians | General Pico                            |  |  |
|              |                    |       |                |                                         |  |  |
|              |                    |       |                | Pabellón: Estadio Gigante de la Avenida |  |  |
| Serie: 0 - 1 |                    |       |                |                                         |  |  |
|              |                    |       |                |                                         |  |  |

| 2 de abril   | SC Corinthians | 109–88 | Independiente (GP) | São Paulo |  |  |
|              |                |        |                    |           |  |  |
|              |                |        |                    |           |  |  |
| Serie: 0 - 2 |                |        |                    |           |  |  |
|              |                |        |                    |           |  |  |

Rio Claro - Hebraica y Macabi
| 27 de marzo  | Hebraica y Macabi | 99–102 | Rio Claro | Montevideo |  |  |
|              |                   |        |           |            |  |  |
|              |                   |        |           |            |  |  |
| Serie: 0 - 1 |                   |        |           |            |  |  |
|              |                   |        |           |            |  |  |

| 2 de abril   | Rio Claro | 90–95 | Hebraica y Macabi |  |  |  |
|              |           |       |                   |  |  |  |
|              |           |       |                   |  |  |  |
| Serie: 1 - 1 |           |       |                   |  |  |  |
|              |           |       |                   |  |  |  |

| 3 de abril   | Rio Claro | 102–87 | Hebraica y Macabi |  |  |  |
|              |           |        |                   |  |  |  |
|              |           |        |                   |  |  |  |
| Serie: 2 - 1 |           |        |                   |  |  |  |
|              |           |        |                   |  |  |  |

### Semifinales
Dharma Franca - Olimpia (VT)
| 10 de abril  | Olimpia (VT) | 117–111 | Dharma Franca | Venado Tuerto             |  |  |
|              |              |         |               |                           |  |  |
|              |              |         |               | Pabellón: Estadio Olimpia |  |  |
| Serie: 1 - 0 |              |         |               |                           |  |  |
|              |              |         |               |                           |  |  |

| 17 de abril  | Dharma Franca | 106–120 | Olimpia (VT) | Franca             |  |  |
|              |               |         |              |                    |  |  |
|              |               |         |              | Pabellón: Pedrocão |  |  |
| Serie: 0 - 2 |               |         |              |                    |  |  |
|              |               |         |              |                    |  |  |

SC Corinthians - Rio Claro
| 9 de abril   | Rio Claro | 94–104 | SC Corinthians |  |  |  |
|              |           |        |                |  |  |  |
|              |           |        |                |  |  |  |
| Serie: 0 - 1 |           |        |                |  |  |  |
|              |           |        |                |  |  |  |

| 16 de abril  | SC Corinthians | 106–73 | Rio Claro |  |  |  |
|              |                |        |           |  |  |  |
|              |                |        |           |  |  |  |
| Serie: 2 - 0 |                |        |           |  |  |  |
|              |                |        |           |  |  |  |

### Final
SC Corinthians - Olimpia (VT)
| 23 de abril  | Olimpia (VT) | 112–97 | SC Corinthians | Venado Tuerto |  |  |
|              |              |        |                |               |  |  |
|              |              |        |                |               |  |  |
| Serie: 1 - 0 |              |        |                |               |  |  |
|              |              |        |                |               |  |  |

| 30 de abril  | SC Corinthians | 100–101 | Olimpia (VT) | São Paulo |  |  |
|              |                |         |              |           |  |  |
|              |                |         |              |           |  |  |
| Serie: 0 - 2 |                |         |              |           |  |  |
|              |                |         |              |           |  |  |

Olimpia de Venado Tuerto

Campeón

Primer título

## Plantel campeón
Referencia.
- 4 — Gonzalo Bogado, escolta
- 5 — Michael Wilson, alero
- 6 — Alejandro Montecchia, base
- 7 — Alejandro Burgos, pívot
- 8 — Lucas Victoriano, base
- 9 — Federico Helale, escolta
- 10 — Leonardo Gutiérrez, ala pívot
- 11 — Andrés Rodríguez, ala pívot
- 12 — Sebastián Uranga, pívot
- 13 — Jorge Racca, alero
- 14 — Walter Guiñazú, ala pívot
- 15 — Todd Jadlow, ala pívot

DT: Horacio Seguí.